# Dyspteris subcoerulea
Dyspteris subcoerulea là một loài bướm đêm trong họ Geometridae.